# Alejandro Baena Rodríguez
Alejandro "Álex" Baena Rodríguez (Roquetas de Mar, Andalusia, 20 de juliol de 2001) és un futbolista professional andalús que juga d'extrem esquerre a l'Atlètic de Madrid. És internacional amb la selecció espanyola.

## Carrera de club
Baena va néixer a Roquetas de Mar, Almeria, Andalusia, i es va incorporar al planter del Vila-real CF el 2011, procedent del CD Roquetas. Va fer el seu debut com a sènior amb l'equip C el 21 de desembre de 2018, entrant com a substitut a la segona part en una victòria a casa per 2-0 contra la UD Rayo Ibense de Tercera Divisió.
Abans de la temporada 2019-20, Baena va ser destinat al filial de Segona Divisió B, i va debutar amb el conjunt el 14 de setembre de 2019 com a titular amb una victòria per 3-0 a la UE Llagostera. El 13 de juliol de l'any següent, va fer el seu debut amb el primer equip i la primera divisió, substituint el seu company també graduat juvenil Manu Trigueros en una derrota a casa per 1-2 contra la Reial Societat.
Baena va marcar el seu primer gol com a professional el 5 de novembre de 2020, marcant el tercer gol del seu equip en un gol de la UEFA Europa League per 4-0 contra el Maccabi Tel Aviv FC. Set dies després, va renovar el seu contracte fins al 2025.
El 19 d'agost de 2021, Baena es va traslladar al Girona FC de Segona Divisió amb un contracte de cessió per un any. Va tornar al Villarreal després de ser titular a l'ascens del Girona a la temporada 2021–22, i va marcar un doblet en una victòria a casa per 3-0 contra el Reial Valladolid el 13 d'agost de 2022.
El 26 d'agost de 2022, Baena i el seu company d'equip Nicolas Jackson van ser promocionats definitivament al primer equip. A la temporada 2023–24, va esdevenir el millor proveïdor d'assistències de la Lliga amb 14 assistències.

## Carrera internacional
Baena va representar Espanya als nivells sub-16, sub-17, sub-18, sub-19 i sub-20, participant al Campionat d'Europa sub-17 de la UEFA 2018.

## Palmarès
Vila-real CF
- 1 Lliga Europa de la UEFA: 2020-21[11]

Selecció espanyola
- 1 Eurocopa: 2024[12]
- 1 Medalla d'or en els Jocs Olímpics: 2024[13]